# Fender Jazz Bass

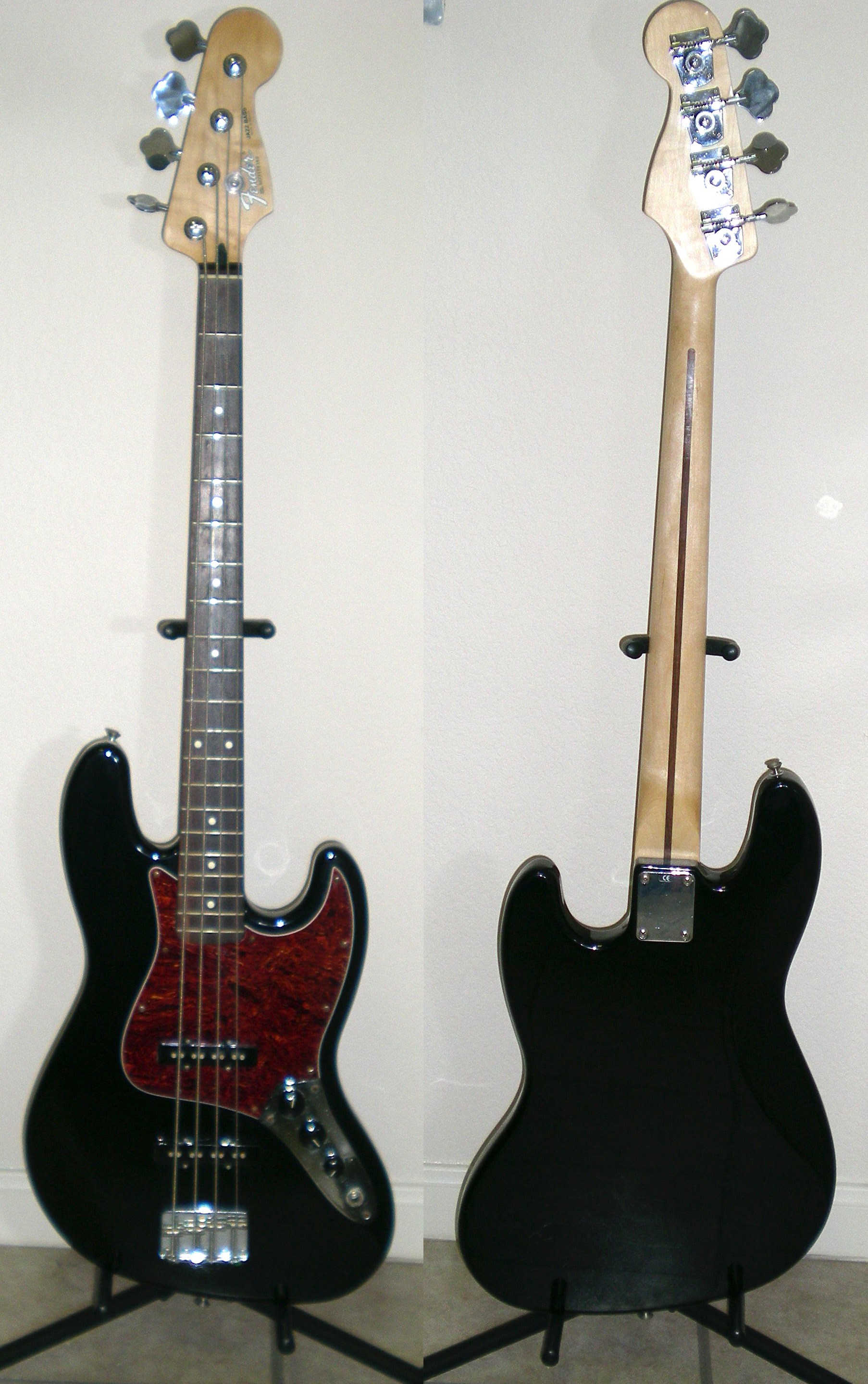
Fender Jazz Bass

Fender Jazz Bass (eller J-Bass) är en elbasmodell av Fender Musical Instruments Corporation introducerad 1960. Det var den andra elbasen designad av Leo Fender. Basen designades, som namnet uppger, för att locka till sig Jazz-basister. Kroppen är lik designen hos Fenders tidigare Precision Bass, dock är kroppen mindre symmetrisk, en så kallad "offset-design", och den är inspirerad av Fenders Jazzmaster- och Jaguargitarrer. Halsen är också markant annorlunda, med en avsmalnande profil, olik P-Basens relativt jämna halstjocklek. Jazzbasen har traditionellt två pickuper, båda singlecoil med två magneter på varje sida strängarna, och kontrolleras av två individuella volymkontroller och en delad tonkontroll monterad på en liten metallplatta vid lägre kanten av basens kropp. Jazzbasen sett smärre utvecklingar över åren, de flesta utseendemässiga. De största förändringarna konstruktionsmässigt anses vara bytet från två koncentriska volym/tonkontroller till det mer traditionella upplägget och flyttandet av stallpickupen under 1970-talet.